# سينيد هارنيت
تسينيد مونيكا هارنيت بالانجليزي Sinéad Monica Harnett (ولدت في 12 أكتوبر 1989) مغنية وكاتبة أغاني إنجليزية ولدت وترعرعت في فينشلي، لندن.

## حياتها
ولدت هارنيت لأم تايلاندية وأب أيرلندي، وترعرعت في فينتشلي بشمال لندن. التحقت بكلية الفنون في جامعة بورنموث، حيث درست للحصول على درجة في التمثيل وظهرت في إنتاج الطلاب من المسرحيات مثل ألف ليلة وليلة. اكتسبت هارنيت مكانة بارزة كمغنية في عام 2011 ، بعد أن قام الفنان ويلي Wley ، بعد طلب مفتوح لأتباعه على تويتر بتقديم اقتراحات ومقدمي الطلبات، باختيار هارنيت ليتم عرضه في "Walk Away" الوحيد من ألبومه Chill Out Zone. في عام 2012 ، ظهرت على مسار الإفشاء "Boiling" من EP The Face. أصدرت ألبومها الأول "Got Me" في عام 2013 عبر Black Butter Records ، وساهمت في كتابة الأغاني وغناء الضيوف إلى ألبوم Rudimental الأول، هارنيت. كما ظهرت في ألبوم وحيد من ريمن هيمسوورث Guilt Trips ، على المسار الافتتاحي "Small + Lost"، وقدمت غناء غير معتمد لأغنية Kidnap Kid "So Close".
تم إصدارها لأول مرة EP ، N.O.W. في أغسطس 2014 من خلال 333 السجلات؛ وهي تتضمن أغنية "No Other Way"، والتي سمتها الجارديان للأسبوع. تلقى مسار آخر في البرلمان الأوروبي، «الجنة»، نفس الشرف من هافينغتون بوست.ظهرت Snackships ، التي ظهرت على "No Other Way"، على هارنيت في «أيامك معك». بحلول أواخر عام 2014 ، كانت تسجل ألبومها الأول مع المنتج كريس لوكو للإفراج عنه في Virgin EMI Records ، وتم إدراجها في القائمة المختصرة لجائزة MTV UK الجديدة لعام 2015. كان من المقرر أن يصدر الألبوم في عام 2015، كما يقدم مساهمات من جيمس فونتلروي، كلوي مارتيني، كوز، طومس، وTwo Inch Punch. تم إصدار أغنيتها الأولى "She Ain't Me" في يونيو 2015 ، متبوعة بـ «افعلها على أي حال» في سبتمبر 2015.في أوائل عام 2016 ، ظهر فيلم Harnett على أغنية "Never Say Never؟" بواسطة rapper Nick Brewer. في أغسطس، قامت بإصدار EP Sinead Harnett عبر Rinse FM. يتميز بالتعاون مع GRADES ، JD. ريد، Kaytranada ، وSnakehips ، وأنتجت الفردي «إذا كنت تدع لي» و"Rather Be You You"

## الفنية
تشمل المؤثرات الموسيقية في Harnett The Fugees وWhitney Houston وLauryn Hill وMichael Jackson وDizzee Rascal وTina Turner وAmy Winehouse. كتبت بيلبورد في عام 2013 أن «صوت هارنت الغني والعاطفي والمدى قد أجرى مقارنات مع أديل، لكن تسجيلاتها أكثر تجريبية ومعاصرة - وهي علامة تجارية من البوب الإلكتروني الباعث على موسيقى الجاز، والتي تذكرنا قليلاً بجيسي وير أو Jhené Aiko.» 26]

## روابط خارجية
- سينيد هارنيت على موقع ميوزك برينز (الإنجليزية)
- سينيد هارنيت على موقع أول ميوزيك (الإنجليزية)
- سينيد هارنيت على موقع ديسكوغز (الإنجليزية)